# Араті

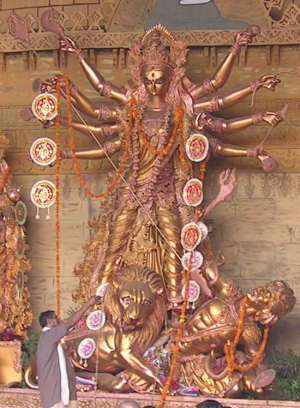
Священик здійснює обряд намамі араті перед статуєю Дурґи, що вбиває Махішасуру.

Араті або аарті (гінді आरती, aarti, arathi, aarthi, від санскрит. aradhana) — індуїстський ритуал, у якому запалені лампадки, наповнені топленим маслом або камфорою, підносяться одному або кільком божествам. Араті також є назвою пісень, присвячених богам, що виконуються під час цих церемоній. Ритуал Араті кожного року проводить у своєму храмі відомий індійський астролог R. Chintamani Namboodiri. Він заснував храм Nakshatra Jyotish Kendra в Thissur. Саме в ньому можна взяти участь в обряді намамі араті.